# Philippe Le Royer

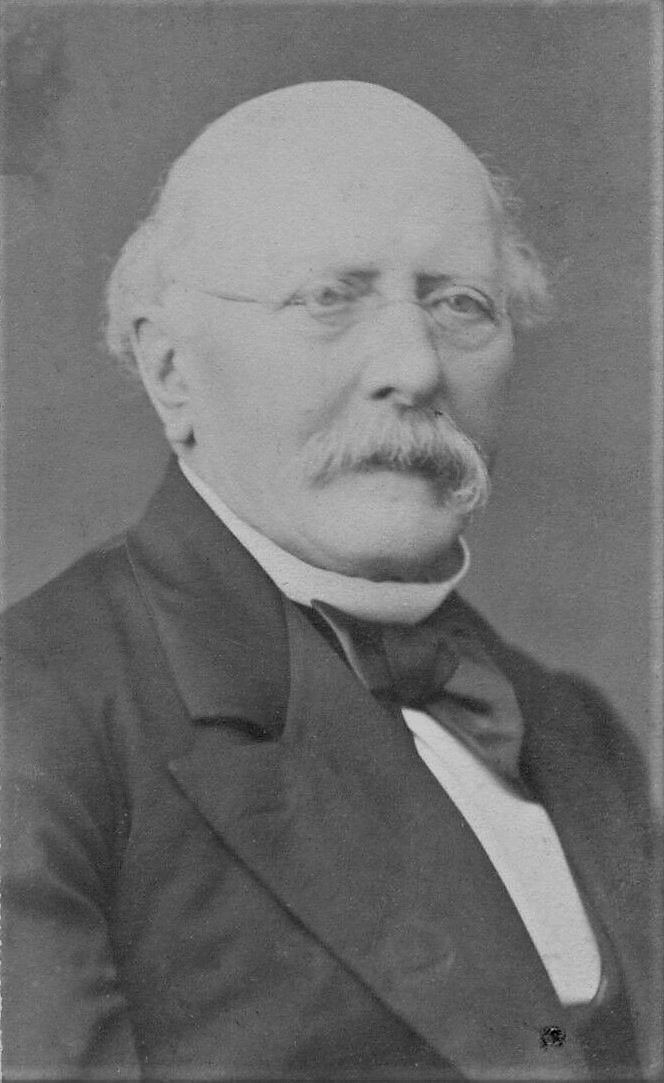
Philippe Le Royer

Philippe Elie Le Royer (* 27. Juni 1816 in Genf; † 22. Februar 1897 in Paris) war ein französischer Politiker.

## Biografie
Nach dem Schulbesuch studierte er Rechtswissenschaft und war nach Beendigung des Studiums Rechtsanwalt in Paris und danach in Chalon-sur-Saône, ehe er 1855 eine Tätigkeit als Anwalt in Lyon aufnahm. Nach dem 4. September 1870 wurde er Generalprokurator von Lyon, trat aber wenige Monate später im Januar 1871 zurück.
Nach Gründung der Dritten Französischen Republik wurde er am 8. Februar 1871 Mitglied der Abgeordnetenkammer und vertrat dort für die republikanische Linke (Gauche républicaine) bis zum 13. Dezember 1875 das Département Rhône.
Am 1. Januar 1875 erfolgte seine Ernennung zum Mitglied des Senats auf Lebenszeit.
Während dieser Zeit war er vom 4. Februar bis zum 28. Dezember 1879 Justizminister in der Regierung von Premierminister William Henry Waddington. Zuvor hatte er im Januar 1878 seine Berufung zum Generalprokurator am Rechnungshof (Cour des Comptes) ebenso abgelehnt wie im Januar 1879 am Kassationshof.
Später war er zunächst Vizepräsident, ehe er am 2. Februar 1882 mit 188 Stimmen und 175 Gegenstimmen zum Präsidenten des Senats gewählt wurde. Diese Funktion übte er mehr als elf Jahre bis zum 24. Februar 1893 aus. Während dieser Zeit leitete er als Vorsitzender der Nationalversammlung die Wahlgänge zur Wiederwahl von Staatspräsident Jules Grévy am 28. Dezember 1885 sowie zur Wahl von Marie François Sadi Carnot am 3. Dezember 1887 nach dem erzwungenen Rücktritt von Jules Grévy.